# Little Nightmares 2
Little Nightmares 2 (estilizado como Little Nightmares II) é um jogo eletrônico de aventura, terror e quebra-cabeça em plataforma que está sendo desenvolvido pela Tarsier Studios e produzido/publicado pela Bandai Namco Entertainment. Estará disponível para Microsoft Windows, PS4, Xbox One, Nintendo Switch, e posteriormente para a nova geração de consoles, por meio de update gratuito.
O jogo foi anunciado durante a Gamescom 2019 como sendo a sequência de Little Nightmares (2017), e apresentará um novo personagem, Mono, juntamente com a protagonista do jogo anterior, Six, como personagem controlada por computador.

## Atrasos
O jogo teve sua data de lançamento adiada devido aos atrasos por conta da Pandemia do COVID-19, contudo, durante o evento de abertura da Gamescom 2020. A sequência do aclamado indie que já vendeu mais de 2 milhões de cópias ganhou uma data de lançamento: 11 de fevereiro de 2021.

## Enredo
Após ter conseguido fugir dos horrores da Bocarra, Six deve trabalhar com outra criança chamada Mono para se infiltrar na Torre de Sinais.[carece de fontes?]